# Habborstjärnen
Habborstjärnen är en sjö i Arvidsjaurs kommun i Lappland och ingår i Skellefteälvens huvudavrinningsområde. Sjön har en area på 0,164 kvadratkilometer och ligger 312 meter över havet. Sjön avvattnas av vattendraget Järvsbäcken.

## Delavrinningsområde
Habborstjärnen ingår i det delavrinningsområde (724016-166756) som SMHI kallar för Mynnar i Sandforsdammen. Medelhöjden är 341 meter över havet och ytan är 12,6 kvadratkilometer. Det finns ett avrinningsområde uppströms, och räknas det in blir den ackumulerade arean 31 kvadratkilometer. Järvsbäcken som avvattnar avrinningsområdet har biflödesordning 2, vilket innebär att vattnet flödar genom totalt 2 vattendrag innan det når havet efter 129 kilometer. Avrinningsområdet består mestadels av skog (69 procent) och sankmarker (26 procent). Avrinningsområdet har 0,17 kvadratkilometer vattenytor vilket ger det en sjöprocent på 1,3 procent.